# Републикански път II-55
Републикански път II-55 е второкласен път, част от Републиканската пътна мрежа на България, преминаващ по територията на области Велико Търново, Стара Загора, Сливен и Хасково. Дължината му е 190,0 km.
Пътят започва при 110,0 km на Републикански път I-5 южно от град Дебелец и се насочва на юг по долината на река Белица (десен приток на Янтра). След като премине последователно през град Килифарево и селата Въглевци и Вонеща вода напуска долината на Белица и започва изкачване по северния склон на Стара планина. Преминава през селата Мишеморков хан и Лагерите, преодолява планината чрез ниския Проход на републиката (698 м) и навлиза в Старозагорска област.
Тук Републикански път II-55 се спуска по долината на Радова река (ляв приток на Тунджа), минава през село Пчелиново и западно от град Гурково излиза от планината и навлиза в западната част на Твърдишката котловина. Преминава през центъра на града, пресича река Тунджа и след като пресече село Паничерево, заобикаля от запад и юг язовир „Жребчево“ и навлиза в Сливенска област.
В Сливенска област чрез нисък проход пътят пресича най-източните части Сърнена Средна гора и при село Асеновец се спуска в Новозагорското поле (североизточната част на Горнотракийската низина). Преминава през западната част на град Нова Загора, заобикаля града от юг и се насочва в южна посока. Преодолява западните ниски части на Светиилийските възвишения, след което последователно преминава през селата Радево, Млекарево, Новоселец и Радецки и северно от ТЕЦ Марица-Изток-2 отново навлиза в Старозагорска област.
Тук пътят преминава по основната стена на язовир „Овчарица“ и през селата Полски Градец, Мъдрец и Главан, след което започва изкачване по северния склон на Сакар планина и навлиза в Хасковска област.
След като премине през т.нар. „Голяма звезда“ (между селата Черепово и Българска поляна) пътят започва спускане по южния склон на Сакар, по долината на Голяма река (ляв приток на Марица). След като премине през селата Дрипчево и Младиново излиза от Сакар и навлиза в широката долина на Марица. Минава през село Пъстрогор, пресича автомагистрала „Марица“ и в центъра на град Свиленград се свързва с Републикански път I-8 при неговия 370,7 km.
По протежението на пътя вляво и вдясно от него се отделят 11 броя третокласни пътища, в т.ч. 5 броя с трицифрени номера и 6 броя с четирицифрени:
Третокласни пътища с трицифрени номера:
- при 0,0 km, южно от град Дебелец – наляво Републикански път III-551 (35,9 km) до град Елена;
- при 22,0 km, в североизточната част на село Вонеща вода – надясно Републикански път III-552 (41,7 km) до град Габрово;
- при 92,7 km, в южната част на град Нова Загора – надясно Републикански път III-554 (70,7 km) до 331,3 km на Републикански път I-8, северно от град Харманли;
- при 95,1 km, югоизточно от град Нова Загора – наляво Републикански път III-555 (42,7 km) до град Ямбол;
- при 129,1 km, в село Полски Градец – наляво Републикански път III-559 (36,8 km) до 12,7 km на Републикански път III-761, северно от село Устрем.

Третокласни пътища с четирицифрени номера:
- при 6,6 km, в югозападната част на град Килифарево – надясно Републикански път III-5502 (15,9 km) през селата Ялово и Ганчовец до град Дряново;
- при 100,7 km, в село Радево – наляво Републикански път III-5503 (35,4 km) през селата Сокол, Еленово, Златари, Бояджик и Болярско до 5,6 km на Републикански път III-536, югозападно от град Ямбол;
- при 136,8 km, в източната част на село Мъдрец – наляво Републикански път III-5505 (15,9 km) през селата Владимирово и Орлов дол до 13,5 km на Републикански път III-559;
- при 138,6 km, в западната част на село Мъдрец – надясно Републикански път III-5504 (16,8 km) през селата Искрица, Медникарово и Обручище до 39,9 km на Републикански път III-554 при ТЕЦ Марица-Изток-1;
- при 176,9 km – наляво Републикански път III-5507 (26,3 km) през селата Левка и Студена до село Радовец при 26,5 km на Републикански път III-761;
- при 190,0 km, в центъра на град Свиленград – наляво Републикански път III-5509 (34,9 km) през селата Райкова могила, Щит, Пашово и Сладун до село Варник при 34,2 km на Републикански път III-761.

| Пътища, отклоняващи се надясно (населено място, № на пътя, посока на пътя)                                    | Км    | Пътища, отклоняващи се наляво (посока на пътя, № на пътя, населено място)                                               |
| --- | ----- | --- |
| Община Велико Търново, Област Велико Търново I-5, 110,0 km ← .                                                | 0,0   | ← 110,0 km, I-5, Област Велико Търново Община Велико Търново → 0,0 km, III-551 (до гр. Елена)                           |
| (за с. Маноя) общински път, гр. Килифарево ←                                                                  | 5,6   | → гр. Килифарево, общински път (за с. Плаково)                                                                          |
| (до гр. Дряново) III-5502, 0,0 km ←                                                                           | 6,6   | |
| (за с. Габровци) общински път ←                                                                               | 8,4   | → общински път (за с. Нацовци)                                                                                          |
| (за с. Дунавци) общински път ←                                                                                | 13,1  | |
| | 13,8  | → общински път (за с. Бояновци)                                                                                         |
| с. Въглевци                                                                                                   | 18,7  | → с. Въглевци, общински път (за с. Гащевци)                                                                             |
| | 21,4  | → общински път (за с. Войнежа)                                                                                          |
| (до гр. Габрово) III-552, 0,0 km, с. Вонеща вода ←                                                            | 22,0  | с. Вонеща вода |
| (за с. Бойчовци) общински път ←                                                                               | 24,9  | → общински път (за с. Бочковци)                                                                                         |
| (за с. Райковци) общински път ←                                                                               | 27,1  | |
| | 28,3  | → общински път (за с. Бижовци)                                                                                          |
| (за с. Горановци) общински път, с. Мишеморков хан ←                                                           | 29,9  | с. Мишеморков хан |
| | 30,5  | → общински път (за с. Ивановци)                                                                                         |
| с. Лагерите                                                                                                   | 31,9  | с. Лагерите |
| Община Гурково, Област Стара Загора, Проход на републиката                                                    | 33,9  | Проход на републиката, Област Стара Загора, Община Гурково                                                              |
| (за с. Лява река) общински път, с. Пчелиново ←                                                                | 44,7  | с. Пчелиново |
| (за с. Брестова) общински път ←                                                                               | 54,7  | |
| гр. Гурково                                                                                                   | 56,5  | гр. Гурково |
| (от 213,9 km на I-5) III-5007, 25,7 km, гр. Гурково →                                                         | 57,8  | → гр. Гурково, 25,7 km, III-5007 (до гр. Твърдица)                                                                      |
| (от ГКПП Гюешево) I-6, 359,3 km →                                                                             | 58,6  | → 359,3 km, I-6 (до гр. Бургас)                                                                                         |
| (за гр. Николаево) общински път ←                                                                             | 60,3  | |
| (за с. Едрево) общински път, с. Паничерево ←                                                                  | 64,2  | с. Паничерево |
| Община Нова Загора, Област Сливен                                                                             | 71,5  | Област Сливен, Община Нова Загора                                                                                       |
| (за с. Крива круша) общински път ←                                                                            | 75,4  | |
| (за с. Брястово) общински път, с. Асеновец ←                                                                  | 80,2  | → с. Асеновец, общински път (за с. Кортен)                                                                              |
| (до с. Поповица) II-66, 30,5 km, гр. Нова Загора ←                                                            | 84,8  | ← гр. Нова Загора |
| гр. Нова Загора                                                                                               | 90,2  | ← гр. Нова Загора, 30,1 km, II-66 (от 399,7 km на I-6)                                                                  |
| (до 331,3 km на I-8) III-554, 0,0 km, гр. Нова Загора ← (за с. Стоил войвода) общински път, гр. Нова Загора ← | 92,7  | гр. Нова Загора . |
| | 95,1  | → 0,0 km, III-555 (до гр. Ямбол)                                                                                        |
| (за с. Езеро) общински път ←                                                                                  | 96,4  | |
| с. Радево | 100,7 | → с. Радево, 0,0 km, III-5503 (до 5,6 km на III-536)                                                                    |
| с. Млекарево                                                                                                  | 107,7 | → с. Млекарево, общински път (за с. Еленово)                                                                            |
| (за с. Пет могили) общински път, с. Млекарево ←                                                               | 108,8 | → с. Млекарево, общински път (за с. Бял кладенец)                                                                       |
| (от гр. Стара Загора) II-57, 41,5 km, с. Новоселец →                                                          | 114,2 | с. Новоселец |
| с. Радецки | 117,1 | с. Радецки |
| Община Раднево, Област Стара Загора                                                                           | 119,7 | Област Стара Загора, Община Раднево                                                                                     |
| ТЕЦ Марица-Изток-2                                                                                            | 120,7 | ТЕЦ Марица-Изток-2 |
| | 125,1 | ← 45,8 km, III-536 (от гр. Ямбол)                                                                                       |
| (за с. Ковачево) общински път, с. Полски Градец ←                                                             | 128,4 | → с. Полски Градец |
| с. Полски Градец                                                                                              | 129,1 | → с. Полски Градец, 0,0 km, III-559 (до 12,7 km на III-761)                                                             |
| Община Гълъбово                                                                                               | 133,2 | Община Гълъбово |
| с. Мъдрец | 136,8 | → с. Мъдрец, 0,0 km, III-5505 (до 13,5 km на III-559)                                                                   |
| (до 39,9 km на III-554) III-5504, 0,0 km, с. Мъдрец ←                                                         | 138,6 | с. Мъдрец |
| (за с. Помощник) общински път, с. Главан ←                                                                    | 146,5 | → с. Главан |
| Община Харманли, Област Хасково                                                                               | 153,1 | Област Хасково, Община Харманли                                                                                         |
| (до гр. Харманли) II-76, 38,1 km ← (от гр. Любимец) III-809, 22,3 km →                                        | 158,7 | ← 38,1 km, II-76 (от 296,4 km на I-7) .                                                                                 |
| с. Дрипчево                                                                                                   | 163,7 | с. Дрипчево |
| Община Свиленград                                                                                             | 166,7 | Община Свиленград |
| с. Младиново                                                                                                  | 108,8 | → с. Младиново, общински път (за с. Костур)                                                                             |
| | 176,9 | → 0,0 km, III-5507 (до с. Радовец)                                                                                      |
| с. Пъстрогор                                                                                                  | 181,5 | с. Пъстрогор |
| автомагистрала „Марица“, 99,0 km →                                                                            | 187,8 | → 99,0 km, автомагистрала „Марица“                                                                                      |
| (от ГКПП Калотина) I-8, 370,7 km, гр. Свиленград → .                                                          | 190,0 | → гр. Свиленград, 370,7 km, I-8 (до ГКПП Капитан Андреево - Капъкуле) → гр. Свиленград, 0,0 km, III-5509 (до с. Варник) |

Забележка
1. ↑  На протежение от 0,4 km (от км 84,8 до км 90,2 Републикански път II-55 се дублира с Републикански път II-66 (от км 30,5 до км 30,1)